# Hippolyte Machetti

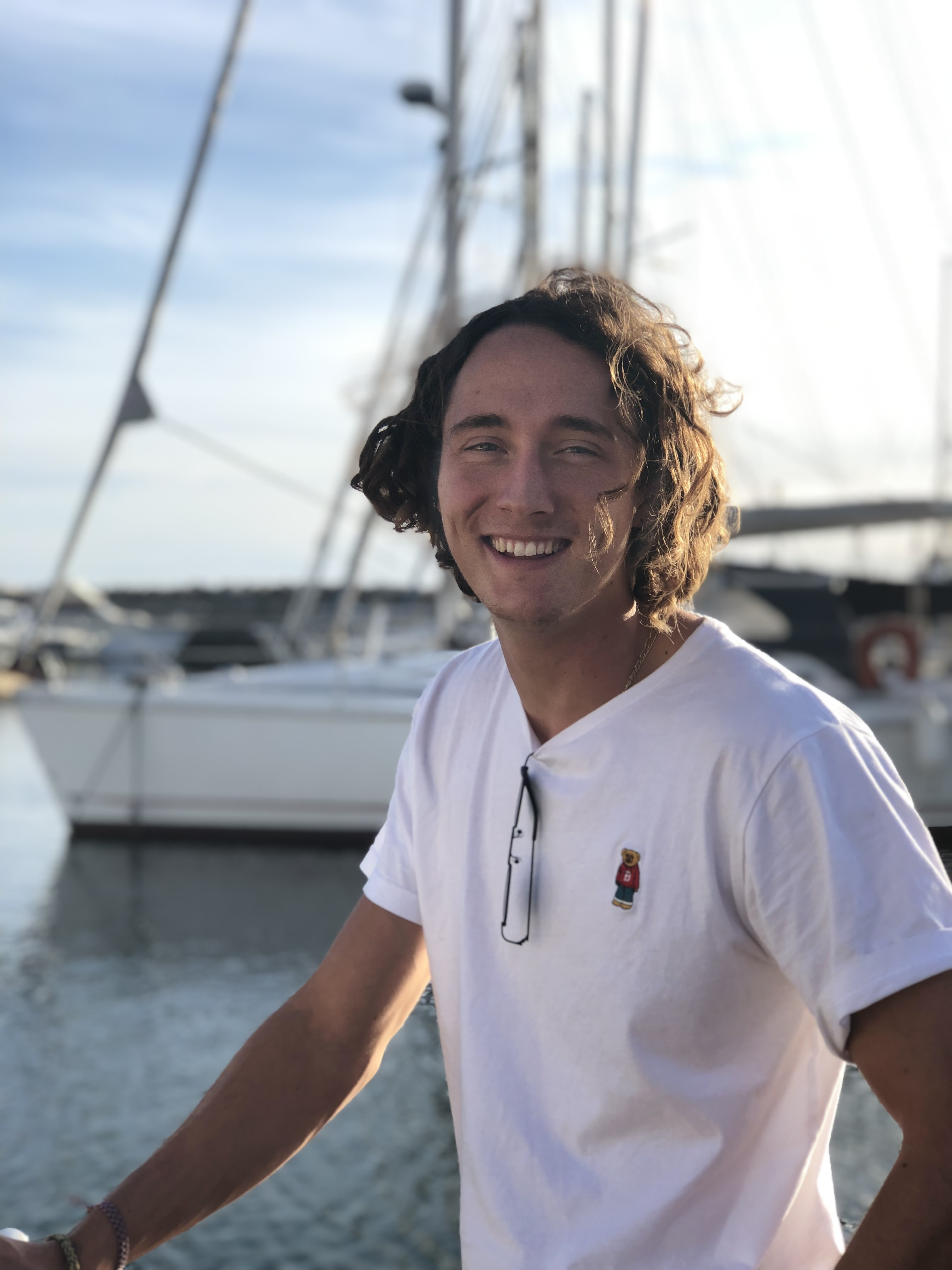

Hippolyte Machetti, né le 17 juin 1996 à Antibes est un skipper français. Il est élu, avec son équipier Sidoine Dantès, Espoir Marin de l'année en 2017.

## Biographie
Hippolyte Machetti découvre la voile au club nautique d'Antibes à l'âge de 8 ans. Il se passionne pour l'Optimist.
Il poursuit sa jeune carrière en 420, dériveur double, avec Sidoine Dantès. Ces deux amis d'enfance intègrent alors le Pole espoir d'Antibes où ils suivent un cursus "sport-étude".
Les jeunes lycéens antibois qui deviennent coup sur coup Champions de France, Double Champions d'Europe jeunes, Vices Champions du monde seniors et Champions du Monde Jeunes.
Il navigue toujours avec Sidoine au Pôle France de Voile de Marseille en vue des jeux olympiques de Tokyo en 2020 et de Paris en 2024. Il navigue désormais en 470.
Il est 4ème place aux championnats du monde Senior 2017, en Grèce. Cela lui permet de rentrer en Equipe de France. En 2018, il égalise cette performance avec une 4ème place sur les Championnats d'Europe Senior.
En catégorie jeune, il obtient deux médailles sur les championnats d'Europe (bronze en 2016, argent en 2017), mais surtout avec ses deux titres de Champions du monde (2017, 2018).

## Palmarès

### Optimist
- Champion de ligue PACA
- 5ème au championnat d'Europe par équipe
- Qualifié aux championnats d'Europe et 1er français sur l'épreuve
- Qualifié aux championnats du monde

### 420
- Champion de ligue PACA
- Victoires sur les épreuves de sélections
- 2 fois vainqueur du Grand Prix de l'Armistice (2012, 2013)
- Champion d'Europe EUROSAF (Portugal 2013)
- Champion d'Europe jeune (Pologne, 2014)
- 4ème aux championnats du monde ISAF (Portugal, 2014)
- Vice Champion du monde senior (Allemagne, 2014)
- Champion du monde Jeune (Allemagne, 2014)

### 470
- 2 fois vainqueur de la Coupe Internationale de Printemps (2017, 2018)
- Médailles d'Argent et de Bronze aux championnats d'Europe Jeune (Hongrie 2016, Italie 2017)
- 2 fois Champion du monde Jeune (Japon 2017, Italie 2018)
- 4ème aux championnats du Monde senior (Grèce, 2017)
- 4ème aux championnats d'Europe senior (Bulgarie, 2018)
- 4ème à la Finale de la World Cup (Marseille, 2018)